# Autovia

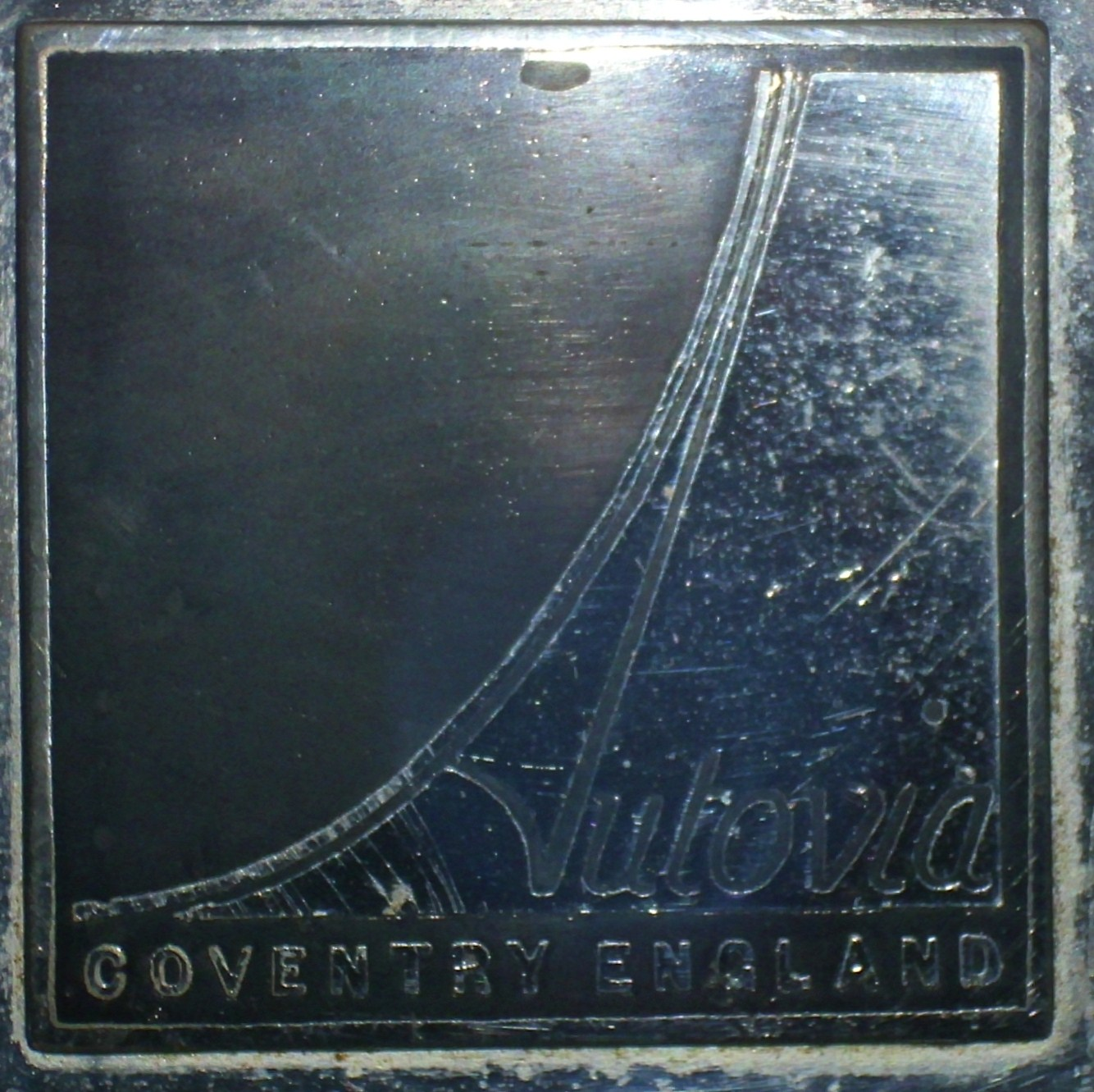
Emblem

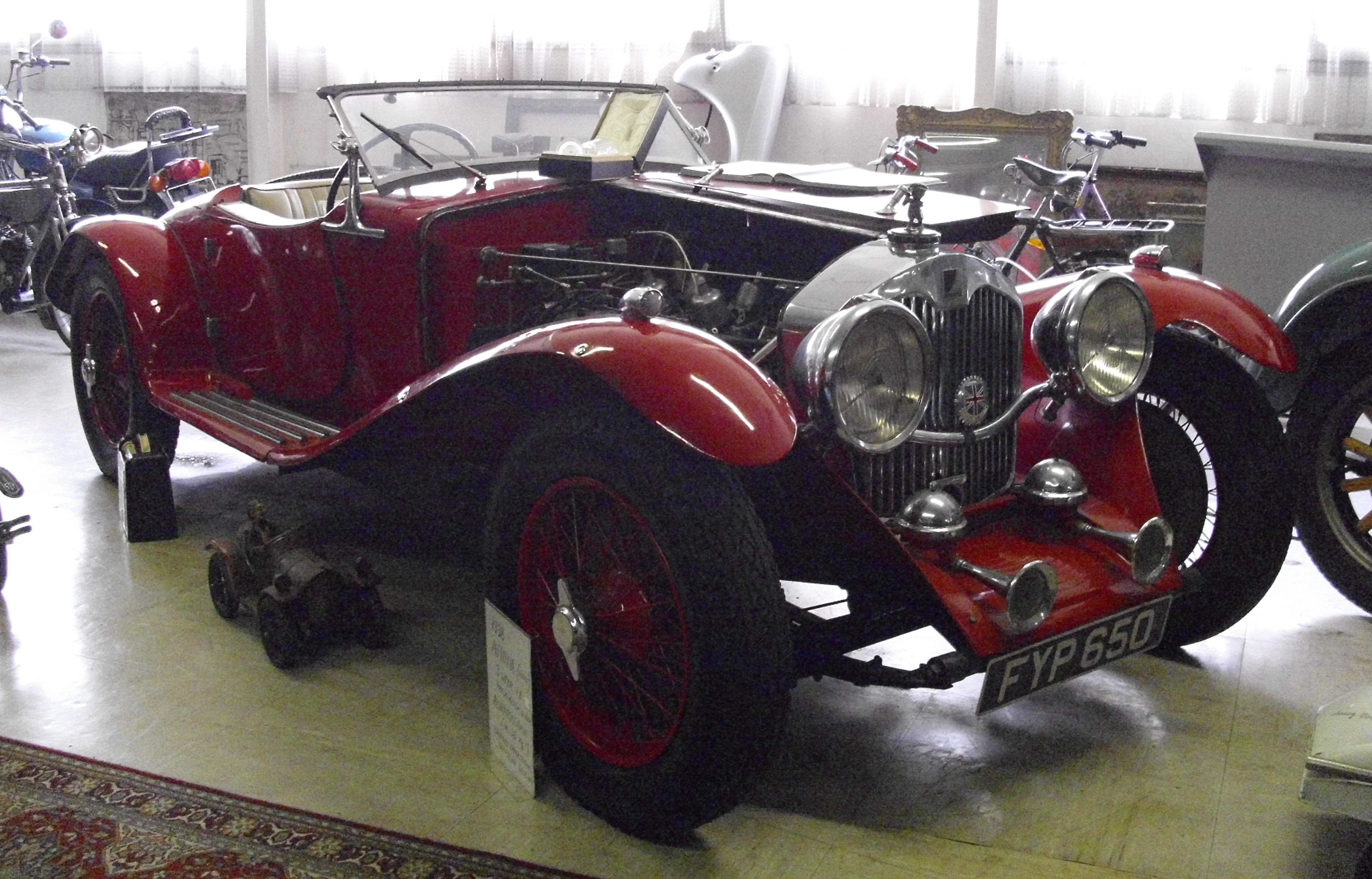
Autovia von 1938

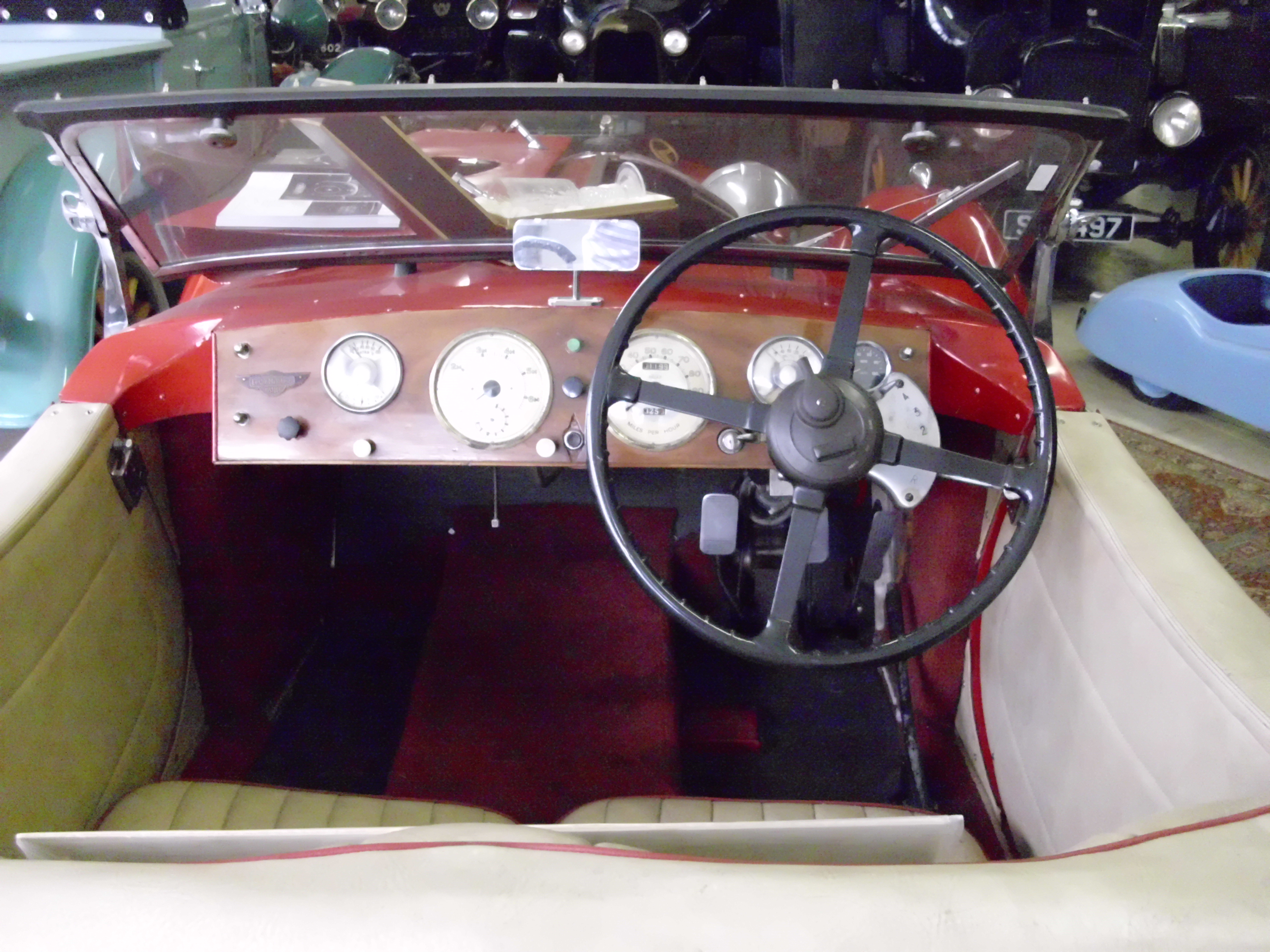
Interieur

Autovia war ein britischer Hersteller von Automobilen.

## Unternehmensgeschichte
Das Unternehmen Autovia Cars Limited, das zu Riley gehörte, begann 1936 oder 1937 in Coventry mit der Produktion von Automobilen.
1939 wurde die Produktion nach insgesamt 44 Exemplaren eingestellt.

## Fahrzeuge
Das einzige Modell Autovia V8 war ein Luxusmodell. Es war mit einem V8-Motor mit 2849 cm³ Hubraum ausgestattet, der je nach Ausführung zwischen 97 und 125 PS leistete. Es gab die Karosserieformen viertürige Limousine und zweitüriger Roadster.
Ein Fahrzeug dieser Marke war im Automobilmuseum Stainz in Stainz zu besichtigen.